# 烏山信用金庫
烏山信用金庫（からすやましんようきんこ、英語：Karasuyama Shinkin Bank）は、栃木県那須烏山市に本店を置く信用金庫である。略称はからしん。

## 概要
栃木県域の東部 - 宇都宮市を含む県央部を主たる営業地域とし、従前より那須烏山市と経済的結びつきの深い茨城県北西部にも営業拠点を有する。 
2018年度決算による預金残高は1,824億4,159万5,000円、自己資本比率は10.21％。

## 沿革
- 1948年11月15日 - 市街地信用組合法に基づき烏山信用組合を設立。
- 1950年4月 - 中小企業等協同組合法による信用組合となる。
- 1952年6月 - 信用金庫法に基づき、烏山信用金庫となる。
- 1963年11月 - 預金額10億円達成。
- 1973年11月 - 預金額100億円達成。本店共同事務センターによるオンライン開始。
- 1977年12月 - 預金額200億円達成。
- 1979年12月 - 日本銀行との当座預金取引開始。
- 1980年5月 - 新総合オンラインシステム開始。
- 1985年9月 - 貯金額500億円達成。
- 1988年5月 - 第三次オンラインシステム稼動。
- 1988年7月 - 両替商業務取扱開始。
- 1992年7月 - 預金額1,000億円達成。
- 2000年4月 - iモード対応モバイルバンキング開始。
- 2001年5月 - 損害保険商品の窓口販売開始。
- 2002年2月 - 宇都宮信用金庫破綻に伴い、同金庫の一部店舗を譲受。
- 2003年3月 - 預金額1,500億円達成。投資信託の全店窓口販売開始。
- 2005年10月 - 市町村合併により所在地が烏山町から那須烏山市に変更となる。

## 店舗

### 栃木県
那須烏山市
- 本店営業部

大田原市
- 黒羽支店

さくら市
- 氏家支店

宇都宮市
- 宇都宮支店
- 宇都宮南支店
- 平出支店
- 御幸ヶ原支店
- 平松支店
- 岡本支店

塩谷郡高根沢町
- 宝積寺支店

芳賀郡茂木町
- 茂木支店

### 茨城県
常陸大宮市
- 高部支店